# Асен Димитров – Феликс
Асен Димитров – Феликс е български поет, композитор, вокален изпълнител и публицист.
Асен Димитров завършва история и география във Великотърновския университет през 1994 година и журналистика в Пловдивския университет през 1997 г.
В публицистичната си дейност сътрудничи на различни периодични издания, включително на централните сатирични вестници „Тримата глупаци“ и „Стършел“, издава училищния вестник „ТО е…“ (1999 – 2001). Ръководи литературен клуб „Метафора“ (2004 – 2008). Заедно със съпругата си, поетесата Галина Вълчева, организират десетки литературни прояви. Представя пред пловдивската публика творчеството на Никола Инджов, Здравко Попов, Ивайло Балабанов, Антон Баев, Георги Ангелов, Балчо Балчев, Ивайло Терзийски и други.
Редактира книги от различни автори, включително считаните за талантливи поети Георги Ангелов, Галина Вълчева, Антоанета Караиванова и живеещият в България турски поет Иззет Кьостерелиоглу. През 2014 г. книгата с епиграми на Феликс „Демократични подмени“ печели проект по Програмата на Община Пловдив за финансиране книги на пловдивски автори и важни за Пловдив издания, Книгата, издадена от ИК „Жанет 45“, ISBN 9786191861064, (с карикатури на Витко Боянов), е включена във фестивалната програма на „Пловдив чете“ – 2015 г. Списание „Литературен свят“ публикува в две части епиграми на Феликс, за които автора смята че са „опит за словесни фотографии от сатирична гледна точка“. Асен Димитров-Феликс има участия в телевизионни и радиопредавания по Пловдивската обществена телевизия, Телевизия „7 дни“, Българската национална телевизия 2, Дарик радио, Българското национално радио и други медии.
Асен Димитров е активист на Гражданско движение „Пловдивчани за Пловдив“ с главна цел опазването и обогатяването на културното наследство на „най-стария жив град в Европа“. Член на Съюза на българските писатели, член на Дружеството на писателите в Пловдив и на Съюза на българските журналисти.

## Печатни издания
- „Бисери от часовете по история“, Университетско издателство „Паисий Хилендарски“ (2009) сборник.[1]
- „Пловдивски рецитал“, „Литературен свят“, (2012), сборник.[1]

## Музикални издания
- Пролетта си отива, текст Галина Вълчева, музика Асен Димитров – Феликс, аранжимент Еленко Гешев. El canto Studio[2]
- Аз искам да те помня все така..., текст Димчо Дебелянов, музика Асен Димитров – Феликс, аранжимент Еленко Гешев[3]
- Кръчма „Самота“, текст Емил Стоянов, музика Асен Димитров – Феликс, аранжимент Еленко Гешев. Sunshine Studio[4]

## Изложби
- 150 години Алеко Константинов. Съвместна изложба на тема „Българският преход“ открита в НЧ „Алеко Константинов“ – гр. Пловдив. Тя включва 41 епиграми на пловдивския сатирик и журналист Асен Димитров – Феликс (13 януари 2020)

## Награди
- „До доказване на противното“, награда на СБП за литературен дебют (2003).[1]